# Charles Jacob
Pour les articles homonymes, voir Jacob (homonymie).
Charles François Étienne Jacob est un géologue français né le 19 février 1878 à Annemasse et mort le 13 août 1962 à Paris. Il fut administrateur puis directeur du CNRS sous le régime de Vichy (1940-1944).

## Biographie
Ancien élève de l'École normale supérieure, il fait son service militaire (1898-1899) puis passe l'agrégation de sciences naturelles en 1902. Préparateur de Wilfrid Kilian à Grenoble, il soutient en 1907 une thèse sur la paléontologie et la stratigraphie du crétacé des Alpes. En 1909 il devient maître de conférences à l'université de Bordeaux, puis succède à Victor Paquier (mort en 1911) comme professeur titulaire de la chaire de géologie à la faculté des sciences de Toulouse (1912-1928), mais au cours d'une brève période (novembre 1918 - novembre 1922) il est nommé chef du service géologique d'Indochine en remplacement de Jacques Deprat.
En 1928, il est nommé professeur à la faculté des sciences de Paris, puis élu à l'Académie des sciences (section de minéralogie) en mars 1931.
Opposé à la politique de la recherche promue par Jean Perrin et le Front populaire, il est nommé en août 1940 par le gouvernement de Vichy, à l'âge de soixante-deux ans, administrateur à titre provisoire du CNRS, né un an auparavant. Dans son rapport de décembre 1940 sur l'institution, il préconise le maintien de l'autonomie du Centre, mais au prix de réformes importantes sur le statut des chercheurs, dont il remet en cause le statut de « chercheurs à vie », ou sur les instances de décision du CNRS. Il propose ainsi la suppression des différents comités internes au Centre, critiquant ce qu'il appelle le « virus démocratique », au profit « d'une seule Direction » où les décisions seraient concentrées. Il est nommé effectivement directeur du CNRS en avril 1941, et démis de ses fonctions à la Libération en août 1944.
Il est président de l'Académie des sciences et de l'Institut de France pendant l'année 1949.
Bernard Gèze écrit à son sujet : 

« Le pire des pignoufs, le dictateur féroce, le maître incomparable, suivant les opinions de ses détracteurs ou de ses thuriféraires (les « Jacobites »), Jacob n'a laissé aucun géologue indifférent devant lui pendant les années de son règne en Sorbonne. Pour ma part, si je n'ai guère eu à l'apprécier favorablement, je lui ai cependant toujours reconnu de très grandes qualités professorales. »